# Huari (distrito)
Huari é um distrito peruano localizado na Província de Huari, departamento Ancash. Sua capital é a cidade de Huari.

## Transporte
O distrito de Huari é servido pela seguinte rodovia:
- PE-14A, que liga o distrito de Huaraz à cidade de Rupa-Rupa (Região de Huánuco)
- PE-14B, que liga o distrito de Cajay à cidade de Huantar
- PE-14C, que liga a cidade ao distrito de Cashapampa [2][3][4]